# 시사터치 코미디 파일
《시사터치 코미디 파일》은 1998년 10월 15일부터 2002년 3월 26일까지 방송되었던 코미디 프로그램이다.

## 방송 시간
| 방송 채널 | 방송 기간                          | 방송 시간                            |
| --------- | ---------------------------------- | ------------------------------------ |
| KBS 2TV   | 1998년 10월 15일 ~ 1999년 4월 29일 | 매주 목요일 밤 11시 ~ 11시 55분      |
| KBS 2TV   | 1999년 5월 6일 ~ 1999년 6월 24일   | 매주 목요일 밤 11시 ~ 12시           |
| KBS 2TV   | 1999년 7월 1일 ~ 1999년 10월 14일  | 매주 목요일 밤 11시 ~ 12시 5분       |
| KBS 2TV   | 1999년 10월 21일 ~ 2000년 4월 27일 | 매주 목요일 밤 10시 55분 ~ 11시 55분 |
| KBS 2TV   | 2000년 5월 7일 ~ 2000년 7월 23일   | 매주 일요일 밤 10시 30분 ~ 11시 40분 |
| KBS 2TV   | 2000년 7월 30일 ~ 2001년 4월 22일  | 매주 일요일 밤 10시 40분 ~ 11시 50분 |
| KBS 2TV   | 2001년 5월 2일 ~ 2001년 10월 31일  | 매주 수요일 밤 11시 ~ 12시 10분      |
| KBS 2TV   | 2001년 11월 6일 ~ 2002년 3월 26일  | 매주 화요일 밤 8시 20분 ~ 9시 20분   |

## 진행자
- 서세원
- 김지호
- 주영훈
- 장진영
- 김병찬
- 박미선
- 이유진
- 한다감
- 백지연
- 정재환

## 패널
- 김수용
- 이창명
- 지석진
- 김영철
- 이재훈
- 故 김형곤

## 참고 사항
- 고정 패널 중의 한 명이었던 故 김형곤은 자민련 당적이 문제되어[4] 1999년 봄 해당 프로그램에서 빠진 후 한동안 방송활동을 중단하였다가 1999년 9월 16일 시작된 iTV <김형곤쇼>로 시사 코미디를 다시 맡았으며, 이 프로그램은 1기 방송(2000년 1월 13일 마지막회) 당시 목요일과 금요일 밤 10시 45분에 편성되었는데[5] 목요일 시간에는 故 김형곤이 한동안 고정 패널로 출연해 온 <시사터치 코미디 파일>과 맞붙었다.